# Hastingues
Hastingues település Franciaországban, Landes megyében. Lakosainak száma 606 fő (2022. január 1.). Hastingues Oeyregave, Orthevielle, Peyrehorade, Bardos, Bidache, Came, Guiche és Sames községekkel határos.

## Népesség
A település népességének változása:
| Lakosok száma | 401  | 447  | 472  | 510  | 591  | 571  | 579  | 592  | 598  | 606  |
|               | 1968 | 1982 | 1990 | 2006 | 2013 | 2015 | 2017 | 2019 | 2020 | 2022 |